# Приозерна
Приозе́рна (рос. Приозёрная) — присілок у складі Цілинного округу Курганської області, Росія.
Населення — 104 особи (2010, 261 у 2002).
Національний склад станом на 2002 рік:
- росіяни — 68 %
- казахи — 28 %